# Pákozd
Pákozd es un pueblo húngaro perteneciente al distrito de Gárdony, condado de Fejér.

## Superficie
Cuenta con una superficie de 43,30 km².

## Demografía
Hasta 2024 la población era de 3722 habitantes, con una densidad de población de 85,95 hab/km².
| Gráfica de evolución demográfica de Pákozd entre 2020 y 2024 |
|                                                              |
| Datos según la Oficina Central de Estadística de Hungría.    |